# Armin Krenz
Armin Krenz (* 1952) ist ein deutscher Sozialpädagoge mit Zulassung zur heilkundlich, psychologisch-therapeutischen Tätigkeit und Autor pädagogischer Schriften.

## Leben und Wirken
Krenz studierte Sozialpädagogik mit Diplom an der Universität Essen (Gesamthochschule, FB II – Erziehungswissenschaften). Er ist Ehrendoktor und Professor ehrenhalber der Universität Moskau. Er war zunächst von 1975 bis 1985 in einer Erziehungs- und Lebensberatungsstelle, dann in einer landeskirchlichen Fortbildungseinrichtung tätig. Von 1985 bis 2013 war er Mitinhaber und Gesellschafter des außeruniversitären „Institut für angewandte Psychologie und Pädagogik“ (IFAP) in Kiel und arbeitete dort als Wissenschaftsdozent mit dem Schwerpunkt „Forschung und Fortbildung im Arbeitsfeld der Elementarpädagogik“. Grundlagenthemen sind: Professionalität und Kompetenzen elementarpädagogischer Fachkräfte, personorientierte Qualität in elementarpädagogischen Einrichtungen auf der Grundlage humanistisch orientierter Werte, Bedeutungs- und Erzählwerte kindeigener Ausdrucksformen (auf der Grundlage der Jungschen Psychologie).
Armin Krenz hat Mitte der 80er Jahre den „Situationsorientierten Ansatz“ (in Abgrenzung zum „Situationsansatz“ bzw. „Situationsbezogenen Ansatz“) und Anfang 2000 das bekannte Evaluierungsverfahren „Kieler Instrumentarium für Elementarpädagogik und Leistungsqualität, K.I.E.L.“ entwickelt.

## Publikationen
- Ist mein Kind schulfähig? Ein Orientierungsbuch. Kösel, München, 8. Aufl. 2012, ISBN 978-3-466-30612-1
- Kinderseelen verstehen. Verhaltensauffälligkeiten und ihre Hintergründe. Kösel, München 2012, ISBN 978-3-466-30921-4
- Kinder brauchen Seelenproviant. Was wir ihnen für ein glückliches Leben mitgeben können. Kösel, München, 3. Aufl. 2011, ISBN 978-3-466-30780-7
- Was Kinderzeichnungen erzählen. Kinder in ihrer Bildsprache verstehen. Verlag Modernes Lernen. Dortmund, 3. Aufl. 2009
- Was Kinder brauchen. Aktive Entwicklungsbegleitung im Kindergarten. Cornelsen Verlag Scriptor, Berlin  7. erweiterte und veränderte Aufl. 2010
- Werteentwicklung in der frühkindlichen Bildung und Erziehung. Cornelsen Verlag Scriptor, Berlin 2007
- Psychologie für Erzieherinnen und Erzieher. Grundlagen für die Praxis. Cornelsen Verlag Scriptor, Berlin Nachdruck 2010
- Konzeptionsentwicklung in Kindertagesstätten – professionell, konkret, qualitätsorientiert. Bildungsverlag EINS, Köln 2008
- Der „Situationsorientierte Ansatz in der KiTa“. Grundlagen und Praxishilfen zur kindorientierten Arbeit. Bildungsverlag EINS, Köln 2008
- Professionelle Öffentlichkeitsarbeit in Kindertagesstätten. Bildungsverlag EINS, Köln 2009
- Beobachtung und Entwicklungsdokumentation im Elementarbereich. Olzog Verlag, München 2009
- Kindorientierte Elementarpädagogik. Verlag Vandenhoeck + Ruprecht, Göttingen 2010
- Armin Krenz, Ferdinand Klein: Bildung durch Bindung. Frühpädagogik: inklusiv und beziehungsorientiert. Verlag Vandenhoeck & Ruprecht, Göttingen 2012
- Schläft der Wind, wenn er nicht weht? Was sich hinter Kinderfragen verbirgt. Kösel, München 2001
- Seht doch, was ich alles kann. Kinder und ihre Welt besser verstehen. Kösel, München 2001